# Sanbao (köping i Kina, Yunnan)
Sanbao (kinesiska: 三宝街道) är en köping i Kina. Den ligger i provinsen Yunnan, i den sydvästra delen av landet, omkring 120 kilometer öster om provinshuvudstaden Kunming. Antalet invånare är 59 301. Befolkningen består av 29 006 kvinnor och 30 295 män. Barn under 15 år utgör 21,0 %, vuxna 15-64 år 70 %, och äldre över 65 år 7,0 %.
Genomsnittlig årsnederbörd är 1 039 millimeter. Den regnigaste månaden är juni, med i genomsnitt 251 mm nederbörd, och den torraste är januari, med 11 mm nederbörd.